# IMSA GT
IMSA GT — североамериканская автогоночная серия для автомобилей Gran Turismo и спортивных автомобилей, включавшая в себя только гонки на выносливость и проводившаяся в США только на кольцевых автодромах европейского типа (не овалах) в период с 1971-го по 1998-й года.